# 오스트레일리아 국립 망원경 기구

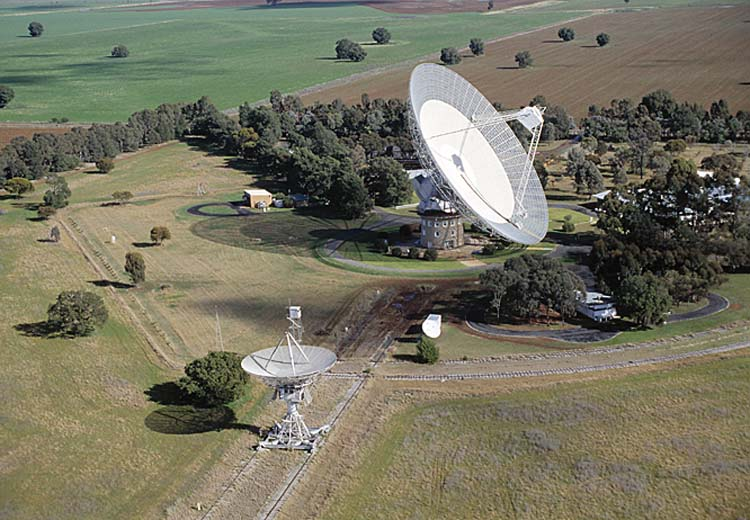
오스트레일리아 국립 망원경 기구가 운영하는 파크스 천문대

오스트레일리아 국립 망원경 기구(Australia Telescope National Facility, ATNF)는 호주 국립의 망원경 관리 단체이다. 연방과학산업연구기구의 전파 물리학 연구 부서로 설립된 후 현재의 형태가 되었다. 파크스 천문대, 모프라 천문대, 오스트레일리아 망원경 소형 집합체(ATCA), Australian Square Kilometre Array Pathfinder가 소속되어있다.